# Bahnhof Derschlag

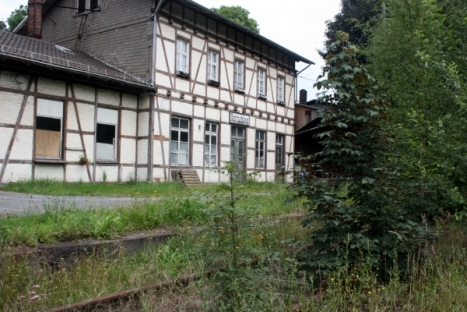
Das Empfangsgebäude, Denkmal

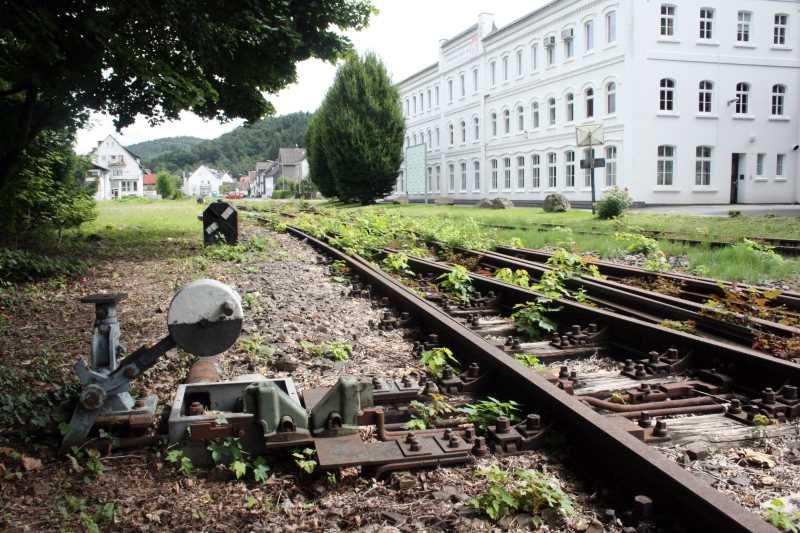
Gelände des Bahnhofs im Zustand bis Februar 2013

Der Bahnhof Derschlag war ein für die lokale Industrie in Gummersbach wichtiger Bahnhof im Stadtteil Derschlag. Bis zum Weiterbau der Strecke nach Bergneustadt war er Endpunkt der Bahnstrecke Siegburg–Olpe.
Seine Bedeutung hatte er vor allem als Umschlagplatz für Wolle, da der Oberbergische Kreis ein bedeutender Textilindustriestandort war. Bis 1979 gab es hier Personenverkehr, bis 1994 Güterverkehr.
Das Empfangsgebäude steht unter Denkmalschutz, die meisten Gleise waren bis Anfang 2013 noch erhalten. Am 28. Februar 2013 begann allerdings der Abbau der Gleisanlagen. Mitte März lagen – von einem Stück westlich des Bahnhofs bis zum Bahnübergang Alpestraße abgesehen – keine Gleise mehr. Auch diese letzten Gleise sind inzwischen entfernt.

## Geschichte
Das Empfangsgebäude stand zuvor in Recklinghausen Süd. Allerdings gibt es auch eine abweichende Angabe der Herkunft des Empfangsgebäudes. In einem Plan des Bahnhofs von 1885 stand: „von (Gelsenkirchen-) Horst nach Derschlag zu versetzen“.
Am Ursprungsort war es zu klein geworden und wurde in Derschlag wieder aufgebaut. Es ist ein Fachwerkhaus und war damit typisch für den Baustil der Entstehungszeit vor Ort, den man auch Bergischen Historismus oder Heimatstil nennt. Für Bahngebäude wurde Fachwerk allerdings äußerst selten verwendet.
Bis 1896 war Derschlag als Endstation ein Kopfbahnhof. Der Bahnhof hatte immer ein sehr ungewöhnliches Gleisbild. Die meisten Gleise zeigten in den Ort hinein, das Ausfahrgleis nach Bergneustadt führte aber nicht wie üblich geradeaus. Stattdessen nahm es einen gänzlich anderen Weg in einem Bogen nach Süden aus dem Bahnhofsgelände heraus. Das liegt daran, dass der Weiterbau Richtung Bergneustadt zunächst parallel zur Südstraße weiter durch den Ort geplant war, aufgrund der Bebauung dann aber weiter südlich am Hang entlang weitergeführt wurde. Dies erwies sich als günstig, als die Strecke zwischen Niederseßmar und Derschlag 1914 vollständig an den Hang verlegt wurde. Das alte Gleis ging an die Gummersbacher Kleinbahnen. Eine bis Februar 2013 noch erhaltene Eisenbahnrarität war eine Gleiskreuzung.
Von 1918 bis 1953 war Derschlag auch Übergabebahnhof der Kleinbahnen, damals waren die Gleisanlagen bis zu den 1950er-Jahren noch deutlich umfangreicher als in den letzten Betriebsjahren. Mit der Stilllegung der Kleinbahnen wurden zum ersten Mal Gleise entfernt.
Vom Bahnhof führte ein Gleis zu dem Güterbahnhof der Gummersbacher Kleinbahnen, der auf dem Gelände des jetzigen Busbahnhofs, etwa 500 m nordöstlich des Bahnhofes, lag. Am Bahnhof selber gab es auf der Straßenseite nur eine Haltestelle für den Personenverkehr.
1979 wurde auf der Strecke zwischen Dieringhausen und Olpe der Personenverkehr eingestellt. Ab 1980 war der Bahnhof betrieblich unbesetzt.
Nach der Stilllegung des Personenverkehrs verkehrten noch einige Sonderzüge. 1993 entgleiste hier einer dieser Züge des Eisenbahnmuseums in Dieringhausen, dabei wurde eines der Durchfahrgleise beschädigt und nicht mehr repariert, dies war bis zum Abbau der Gleise 2013 noch sichtbar.
Danach fuhren die letzten Güterzüge auf dem zweiten Gleis, bis 1994 auch dieser Verkehr zwischen Niederseßmar und Bergneustadt endete.

## Unmittelbare Umgebung und Unternehmen am Gelände
Das Fabrikgebäude, in dem heute die Tapetenfabrik A.S. Création ist, gehörte ursprünglich der Textilfabrik Albert Reusch. Früher war es ziegelfarben gehalten, heute weiß. Später befand sich hier ein Auslieferungslager des Versandhauses Quelle/Fürth, das zum Ende der 60er-Jahre zum Unternehmen „Delta“ wurde und zu einem Gelände zwischen Oberderschlag und Bergneustadt umzog, wo es einen eigenen Gleisanschluss bekam.
Die hier am Bahnhof ansässigen Unternehmen hatten allerdings nie einen Gleisanschluss. Die Waren für die Unternehmen wurden direkt im Bahnhof angeliefert und von der Ladestraße an der Südstraße zur Fabrik auf Wagen weitergeleitet.
Die Tapetenfabrik (früher P&S, heute AS) hat nie Waren über die Bahn erhalten oder verschickt.
Das Derschlager Postamt hatte auf dem Bahnhofsgelände ein Gebäude, bei dem einige Telegrafenmaste gelagert wurden.
Bis in die 1950er-Jahre gab es im westlichen Teil des Bahnhofs eine große Parkanlage mit einer Villa der Unternehmerfamilie.

## Zustand
Das Empfangsgebäude steht unter Denkmalschutz. Dazu werden zwei unterschiedliche Daten im Denkmalverzeichnis angegeben: der 7. Januar 1986 und der 1. September 1986. Bis März 2013 lagen noch einige Gleise. Das restliche Bahninventar wurde schon vorher entfernt. Das Gelände soll für den Ausbau der Firma A.S. Création umgebaut werden.
Im Empfangsgebäude ist seit vielen Jahren die lokale Raiffeisengenossenschaft untergebracht.